# Potemnemus scabrosus
Potemnemus scabrosus är en skalbaggsart som först beskrevs av Olivier 1790.  Potemnemus scabrosus ingår i släktet Potemnemus och familjen långhorningar. Inga underarter finns listade i Catalogue of Life.